# Хорн, Фредрик
Фредрик «Финген» Хорн (норв. Fredrik «Fingen» Horn; 8 июня 1916, Осло — 18 ноября 1997, там же) — норвежский футболист и горнолыжник, бронзовый призёр летних Олимпийских игр 1936 года. Играл на позиции защитника.

## Биография
Хольмсен выступал за команду «Люн» в бытность футболистом. За сборную Норвегии он провёл 2 игры, стал бронзовым призёром Олимпийских игр в Берлине в 1936 году. Дебютировал 26 июля 1936 года в игре против Швеции, вторую и последнюю игру провёл 3 августа 1936 года в рамках олимпийского турнира против Турции.
В 1937 году Хорн участвовал в горнолыжном турнире «Galdhøpiggrennet» стиля телемарк и одержал победу на скоростном спуске.

## Статистика

### Матчи Хорна за сборную Норвегии
| Матчи Хорна за сборную Норвегии | Матчи Хорна за сборную Норвегии | Матчи Хорна за сборную Норвегии | Матчи Хорна за сборную Норвегии | Матчи Хорна за сборную Норвегии | Матчи Хорна за сборную Норвегии |
| ------------------------------- | ------------------------------- | ------------------------------- | ------------------------------- | ------------------------------- | ------------------------------- |
| №                               | Дата                            | Соперник                        | Счёт                            | Голы Хорна                      | Соревнование                    |
| 1                               | 26 июля 1936                    | Швеция                          | 4:3                             | —                               | Товарищеский матч               |
| 2                               | 3 августа 1936                  | Турция                          | 4:0                             | —                               | Олимпийские игры 1936           |

Итого: 2 матча / 0 голов; 2 победы, 0 ничьих, 0 поражений.